# The Stoning of Soraya M.
The Stoning of Soraya M. (em persa: .سنگسار ثريا م), traduzido literalmente para O apedrejamento de Soraya M., é um filme iraniano-americano de 2008, em língua persa, adaptado do livro do jornalista francês Freidoune Sahebjam La Femme Lapidée, publicado em 1990.
O filme é dirigido por Cyrus Nowrasteh e estrelado por Shohreh Aghdashloo (como Zahra), James Caviezel (como Freidoune Sahebjam, o jornalista estrangeiro) e Mozhan Marno (como Soraya Manutchehri, a personagem-título). The Stoning of Soraya M. teve sua estreia mundial no Toronto International Film Festival de 2008, onde ganhou o prêmio de melhor direção. O livro que serviu de adaptação para o filme foi proibido no Irã.

## Sinopse
Em 1986, encravado na remota aldeia iraniana de Kuhpayeh, devido a problemas com seu carro, o jornalista francês Freidoune Sahebjam é abordado por Zahra, uma mulher iraniana angustiada. Ela lhe pede para ambos terem uma conversa. Zahra deseja lhe contar o que aconteceu com sua sobrinha, Soraya, e as circunstâncias sangrentas de sua morte por apedrejamento, no dia anterior. Os dois se sentam, e Zahra passa a contar a história a Freidoune, que registra a conversa com o seu gravador. O jornalista deve escapar com vida para contar esta história para o resto do mundo.
Zahra começa relatando a vida de Soraya, sua sobrinha. Ali é o marido de Soraya, um homem abusivo, que pede ao mulá da aldeia para convencer Soraya a lhe conceder o divórcio, já que ele pretende se casar com uma menina de 14 anos de idade. Ali é capaz de convencer o mulá, fazendo-lhe ameaças de revelar ao resto da aldeia sobre o seu passado como um condenado.
O casamento de Ali com a adolescente está condicionado à capacidade de Ali em salvar o pai da menina, um médico que foi condenado à morte por um crime não especificado. Alguns dias depois, uma mulher morre. O mulá, como chefe da aldeia, pede a Ali e Zahra que enviem Soraya para cuidar do viúvo. Zahra afirma que Soraya pode fazer o trabalho, se ela for remunerada. O mulá propõe que Soraya assuma as responsabilidades domésticas da casa do viúvo, referido no Irã como "Sigeh ', em troca de apoio monetário para Soraya e seus dois filhos. Zahra incentiva Soraya a recusar a oferta. Soraya, que é mãe de dois filhos com Ali, aceita a oferta.
Soraya começa a trabalhar para o viúvo, e Ali planeja usar a circunstância para espalhar mentiras sobre Soraya estar sendo infiel a ele, pois assim ela será apedrejada até a morte e ele poderá se casar novamente. Ali também sabe que, se Soraya morrer, ele não terá que pagar pensão alimentícia. Ali e o mulá iniciam um boato sobre a suposta infidelidade de Soraya, para que eles possam acusá-la de adultério. Um dia, enquanto Zahra está andando na aldeia, ela percebe que um boato se espalhou, de que sua sobrinha está sendo infiel ao seu marido.
Ali e o mulá precisam de mais uma "testemunha" para o suposto caso de infidelidade de Soraya, para serem capazes de acusá-la formalmente. Eles visitam o viúvo em sua casa e, usando ameaças, manipulam o viúvo a concordar com a história. Logo depois, Ali arrasta Soraya pelas ruas, batendo nela e publicamente declarando que ela foi infiel. Zahra intervém e leva sua sobrinha, Ali, e o mulá para a casa dela, para conversarem em particular. Eles trazem o viúvo para a casa e, depois que ele mente e diz que eles haviam se envolvido em adultério, um julgamento é marcado. Somente os homens, incluindo o pai de Soraya, são permitidos participar do julgamento, enquanto Soraya está confinada com algumas mulheres na casa de Zahra. Ela é rapidamente condenada. Zahra tenta fugir com Soraya, mas as duas são pegas na saída da aldeia. Ainda assim, Zahra se oferece para trocar de lugar com Soraya. A condenação é confirmada, porém, quando eles estão se preparando para o apedrejamento, o prefeito reza a Deus pedindo um sinal se eles estão ou não fazendo a coisa certa.
Antes do apedrejamento começar, o pai de Soraya a renega e recebe o direito de jogar a primeira pedra. Posteriormente, ele se arrepende. Uma mulher na multidão grita que as várias pedras que não acertam Soraya são um sinal de que ela é inocente, mas nenhum dos homens ouvem. Ali recupera as pedras que não atingiram Soraya e as lança sobre a mulher. Seus dois filhos também são obrigados a atirar pedras. O viúvo recebe duas pedras para atirar, mas cai em lágrimas e não as atira. A multidão finalmente se junta e Soraya é apedrejada até a morte.
Zahra é ouvida narrando a história ao jornalista sobre sua sobrinha. Logo, o viúvo chega ao local e informa ao jornalista que seu carro está consertado e que ele pode deixar a aldeia. Um pouco mais tarde, o mulá e o viúvo são informados por Ali que seu casamento com a adolescente não poderá ocorrer, já que ele não conseguiu salvar o pai da jovem da execução. Irritado com o fato de que ele tinha sido coagido por Ali e o mulá a mentir, o viúvo admite que mentiu. Quando o jornalista tenta sair com seus pertences e entrar no seu veículo, que tinha sido consertado pelo viúvo, o mulá ordena a Guarda Revolucionária a detê-lo com uma arma. Eles derramam os pertences de sua bolsa, pegam o seu gravador e destroem todas as fitas. Após o jornalista sair no carro, Zahra aparece saindo de um beco com a verdadeira fita na mão. Homens tentam correr atrás do carro antes do jornalista partir, mas não conseguem alcança-lo. Zahra grita que o Deus que ela ama é grande, e agora o mundo inteiro saberá da injustiça que aconteceu ali.

## Elenco
- Mozhan Marnò como Soraya Manutchehri
- Shohreh Aghdashloo como Zahra
- Jim Caviezel como Freidoune Sahebjam
- Navid Negahban como Ali
- Parviz Sayyad como Hashem
- Vachik Mangassarian como Morteza Ramazani, o pai de Soraya

## Livro
O livro best-seller internacional conta a história de uma das vítimas de apedrejamentos no Irã moderno.
O marido de Soraya Manutchehri, Ghorban-Ali, era um homem ambicioso, propenso a acessos de raiva. Ele queria uma maneira de sair de seu casamento para se casar com uma menina de 14 anos de idade, mas não estava disposto a sustentar duas famílias ou devolver o dote de Soraya. Quando Soraya começou a cozinhar para um viúvo local, ele encontrou uma maneira de alcançar seu objetivo. Incitado por autoridades da aldeia corruptas, que também colocaram seu pai contra ela, ele acusou a esposa de adultério. Ela foi condenada, enterrada até a cintura e apedrejada até a morte.